# Charles Haslewood Shannon
Charles Haslewood Shannon (Sleaford, 26 aprile 1863 – Kew, 18 marzo 1937) è stato un pittore e incisore inglese.

## Biografia

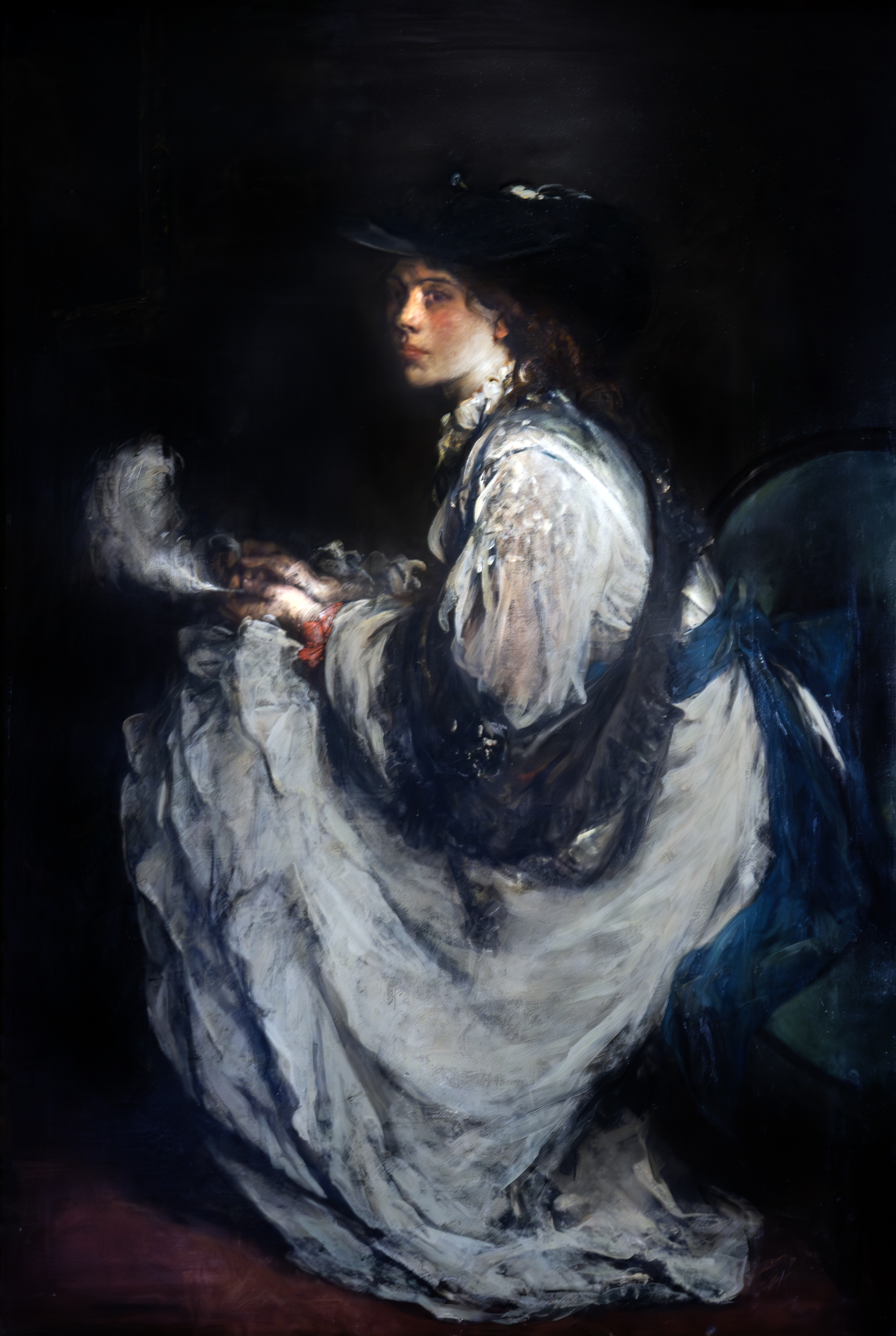
Signora con piuma, Ca' Pesaro (1903)

Charles Haslewood Shannon nacque nel Lincolnshire, figlio di Catherine Emma Manthorp e del reverendo Frederick William Shannon. Studiò alla St. John's School di Leatherhead e poi alla City and Guilds of London Art School, dove la sua opera cominciò a mostrare le influenze delle pittura veneta e del compagno, l'artista Charles Ricketts. In un primo tempo si affermò con i suoi ritratti eseguito nello stile di Giorgione, uno stile che caratterizza anche le sue incisioni e litografie. Shannon aveva conosciuto Ricketts quando entrambi erano adolescenti e i due vissero insieme a Chelsea per oltre cinquant'anni. Insieme, i due lavorarono a numerosi progetti e fondarono una propria casa editrice, la Vale Press, con cui diedero alle stampe oltre una settantina di libri prima di chiudere nel 1904. Shannon viene ricordato anche per aver disegnato le illustrazioni della prima edizione de La casa dei melograni di Oscar Wilde, pubblicata nel 1891.
Nel 1918 fu nominato vicepresidente dell'International Society of Sculptors, Painters and Gravers e nel 1920 membro della Royal Academy.
Nel 1928 ebbe un incidente domestico mentre cercava di appendere un quadro e la caduta gli procurò danni neurologici che posero fine alla sua carriera. Morì settantatreenne nel 1937 e fu sepolto nel  cimitero di San Botulfo nel Lincolnshire.
Alcuni dei suoi quadri sono esposti alla National Gallery, mentre il British Museum ospita numerose delle sue stampe e incisioni.